# Keyodhoo
Keyodhoo är en ö i Felidhuatollen i Maldiverna. Den ligger i den centrala delen av landet, 80 km söder om huvudstaden Malé. Den tillhör den administrativa atollen Vaavu. 